# Újhartyán
Újhartyán is een stad (város) en gemeente in het Hongaarse comitaat Pest. Újhartyán telt 2742 inwoners (2001).